# Glenea pujoli
Glenea pujoli é uma espécie de escaravelho da família Cerambycidae. Foi descrita por Stephan von Breuning em 1970.